# Argumentum ex silentio

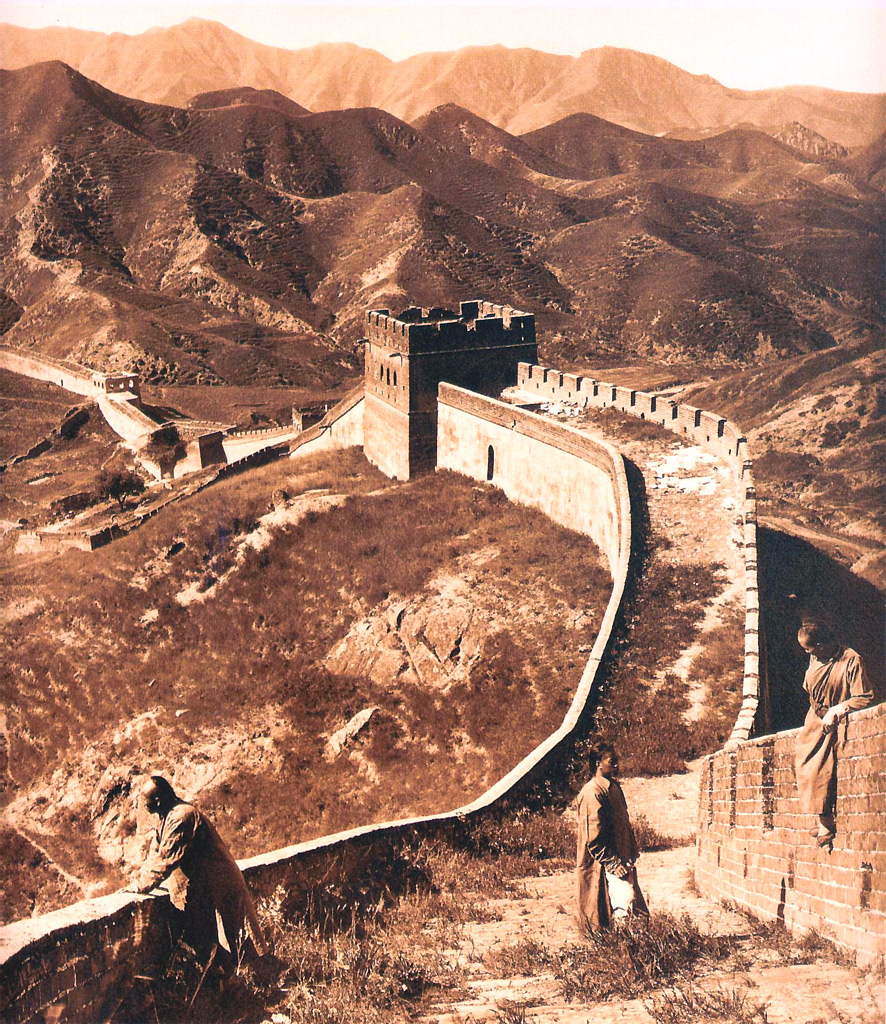
Os diários de viagem de Marco Pólo não citam a Grande Muralha da China.

Argumentum ex silentio é um termo em latim, traduzido geralmente como argumento pelo silêncio, utilizado para denominar uma conclusão que se baseia na ausência de uma afirmativa em documentos históricos (ao contrário da conclusão mais comum, baseada na presença de uma). No campo dos estudos clássicos, ele é geralmente se refere à indução a partir da falta de referências a um assunto nas obras disponíveis de um autor de que ele, portanto, ignoraria o tal assunto.
Assim, na análise histórica com um argumento pelo silêncio, a falta de referência a um evento ou a um documento é utilizada para lançar dúvida sobre a existência de tal evento ou documento. A análise, portanto, pressupõe que o autor "deveria ter mencionado" esse tal evento ou documento pela importância que ele certamente tem.
Um argumento pelo silêncio se aplica a um documento apenas se houver alguma expectativa de que o referido autor tinha acesso a ele, tinha a intenção de relatar a situação de forma abrangente e que o tal documento era importante ou interessante o suficiente para ter sido mencionado.
Este tipo de argumentação é bastante diferente da argumentação pela ignorância, que se baseia numa total "ausência de evidência" e é amplamente considerado como pouco confiável; porém, os próprios argumentos pelo silêncio são considerados fracos ou até mesmo falaciosos em muitas situações.

## Análise histórica

### Estrutura do argumento
John Lange demonstra a estrutura básica para a análise de um argumento pelo silêncio baseando-se em três componentes:
- Um documento ainda existente D no qual não se encontram referências a um evento E;

- Sabe-se que a intenção do autor do documento D era prover uma lista exaustiva de todos os eventos de mesma categoria que o evento E;

- Assume-se que o evento E é de um tipo que o autor de D não teria deixado passar despercebido se ele de fato tivesse ocorrido.

A aplicabilidade destas três condições é decidida caso-a-caso e não há regras dialéticas gerais para abordar o tema, com exceção da expertise do historiador que está avaliando a situação. Na análise de Lange, um argumento pelo silêncio é apenas sugestivo e nunca logicamente conclusivo.

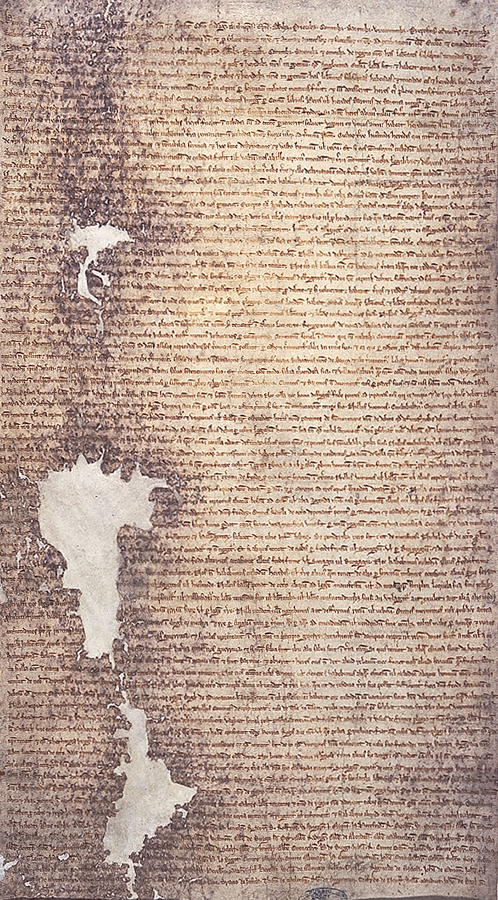
A importância da Magna Carta não foi ressaltada por nenhum autor contemporâneo e o documento era considerado apenas um entre muitos documentos burocráticos.

Os professores de história Martha Howell e Walter Prevenier afirmam que um argumento pelo silêncio pode atuar como uma evidência presuntiva apenas se a pessoa que deixou de mencionar a informação estava em condições de tê-la e estava tentando dar um relato completo do assunto. Eles também afirmam que este tipo de argumento pressupõe que o historiador assume que o autor teria relatado o evento em questão e, se ele na realidade o achou pouco importante ou desinteressante, pode ter simplesmente ignorado-o.
O professor Michal Duncan vai mais longe e afirma que há poucas análises acadêmicas sobre os argumentos pelo silêncio e as que existem tipicamente o vêem como falacioso. Ele acrescenta ainda que não aparecem nas "Refutações Sofísticas" de Aristóteles e nem nas "Falácias" de Hamblin, embora ambas discutam o caso algo similar dos apelos à ignorância Errietta Bissa, professor de Clássicos na Universidade de Gales afirma diretamente que argumentos pelo silêncio não são válidos David Henige, por outro lado, afirma que, apesar de arriscados, eles podem às vezes lançar alguma luz sobre eventos históricos.

### Interesse do autor
A importância de um evento para o autor contemporâneo a ele tem um papel preponderante em sua decisão de mencioná-lo e o historiador Krishnaji Chitnis afirma que para um argumento pelo silêncio se aplicar, o tal evento deve ter sido importante ou interessante para o autor relatando-o, caso contrário ele será ignorado. Um exemplo clássico é o da Magna Carta, considerado por historiadores posteriores como um documento histórico inestimável, os seus contemporâneos não disseram uma palavra sequer sobre sua grandeza. Para eles, a Carta não passava de um documento feudal de pouca importância entre muitos outros similares.
O classicista Timothy Barnes nota que o baixo nível de interesse sobre os cristãos no Império Romano na virada do século I resultou na completa ausência de menções a eles nas obras de autores romanos como Marcial e Juvenal, embora os cristãos estivessem presentes em Roma desde o reinado de Cláudio (r. 41 a 54 d.C.) e os autores tenham demonstrado interesse nas religiões do império ao mencionar, por exemplo, o judaísmo. O teólogo Peter Lampe afirma que, durante os primeiros dois séculos, o silêncio das fontes romanas sobre os cristãos pode ser uma decorrência, pelo menos em parte, do segredo que eles mantinham sobre sua fé.

### Exemplos

#### Aplicações convincentes
Um exemplo de uma aplicação convincente é a de que enquanto os editores do Talmud de Jerusalém e do Talmud da Babilônia mencionem um a comunidade do outro, os acadêmicos acreditam que ambos os documentos foram escritos de forma completamente independente. Louis Jacobs acrescenta que "se os editores de um tivesse tido acesso ao texto do outro, é inconcebível que isso não tenha sido mencionado. Neste caso, o argumento pelo silêncio é bastante convincente.".
Algumas vezes o silêncio de múltiplas fontes pode ter um valor probatório que lança luz sobre uma circunstância histórica. Jacob Neusner, por exemplo, afirma que um argumento pelo silêncio sobre a ausência de um exilarca ajuda a compreender a relação entre os judeus e os partas na Babilônia.
Outro exemplo de uma aplicação convincente é o silêncio de Cícero a respeito de obras sobre oratória escritas por Catão, pois este era uma figura de tamanha importância na obra "Bruto" de Cícero que ele teria com certeza citado-as se possível. Porém, a mesma força já não se aplica ao silêncio do mesmo Cícero sobre o questorado de Célio (em seu famoso discurso Pro Caelio), com Michael Alexander afirmando que diversos fatores poderiam ter impedido-o de mencionar o fato.

#### Aplicações fracassadas

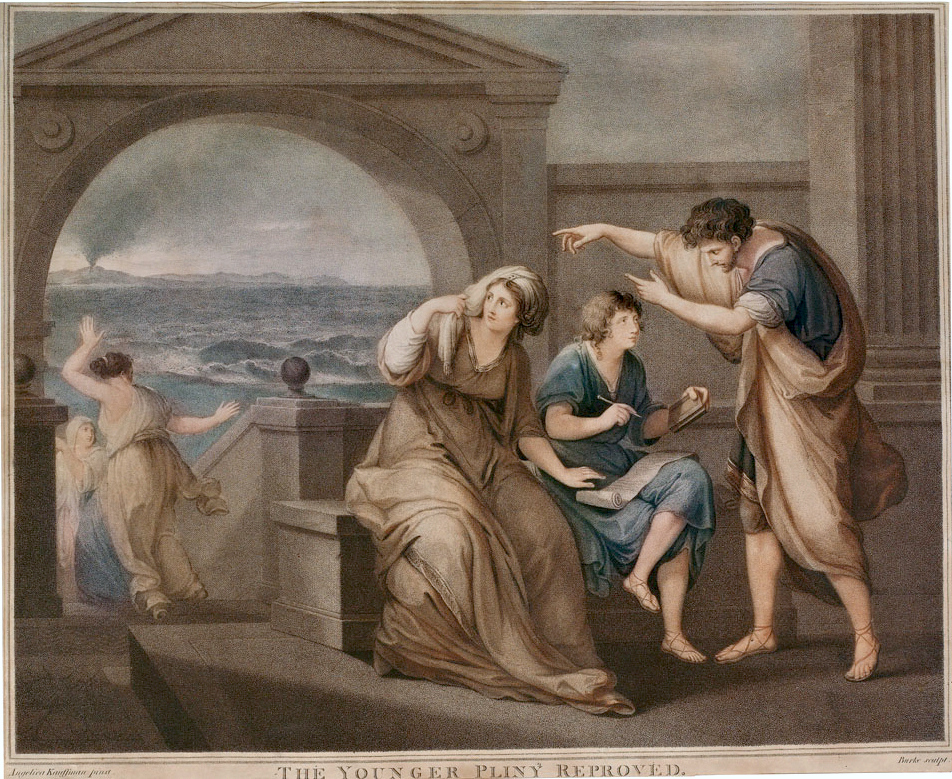
Plínio, o Jovem, não cita a destruição de Pompeia e Herculano pelo Vesúvio em suas cartas.

Yifa ressaltou os perigos de argumentos pelo silêncio que levam à conclusão de que a falta de referências a uma compilação de códigos monásticos por contemporâneos ou mesmo por discípulos é sinal de que ela não existiu. O caso é bem ilustrado pelo caso das "Regras de Pureza" de Changlu Zongze, escritas para o mosteiro de Chan em 1103. Um de seus contemporâneos escreveu um prefácio para uma coleção de suas obras e não o citou. Porém, uma cópia do código no qual o autor se identifica existe.
O historiador Pierre Briant lembra que a descoberta recente de um memorandum alfandegário do Egito, datado da época de Xerxes, relatando o registro e a cobrança de impostos de navios destruiu todo o racional prévio sobre a natureza da prosperidade comercial de Sídon baseado no relativo silêncio nos textos da época sobre estradas e é um lembrete dos perigos dos argumentos pelo silêncio.
Frances Wood baseou seu controverso livro "Marco Pólo foi à China?" num argumento pelo silêncio. A autora argumenta que Marco Pólo jamais foi até à China e que ele teria inventado o seu relato baseando-se na falta de elementos que deixa de citar, como o chá, a Grande Muralha da China e a prática de amarrar os pés das moças (pés de lótus). Ela argumenta que nenhum estrangeiro que tivesse passado quinze anos na China teria deixado de perceber e de relatar estes elementos. A maior parte dos historiadores discorda, porém.
Os professores de filosofia Sven Bernecker e Duncan Pritchard lembram ainda que Plínio, o Jovem, não mencionou a destruição de Pompeia e Herculano em sua detalhada discussão sobre a erupção do Vesúvio em 79 d.C. nas cartas que escreveu.

#### Uso cauteloso
Alguns historiadores notam os perigos gerais de se argumentar pelo silêncio, mas fazem uso da abordagem em casos específicos como, por exemplo, indicadores de atividades profissionais em comunidades medievais. John E. Law, lembrando o perigo, utiliza-o como para inferir um baixo nível de utilização de mercenários locais em Camerino pelos Da Varano na Idade Média. De forma similar, a historiadora Patrícia Skinner afirma que, mesmo descontando os perigos, o silêncio pode ser um indicativo da raridade de mulheres na profissão médica no sul da Itália medieval. O historiador James Amelang nota que, embora as autobiografias dos primeiros artesãos medievais são surpreendentemente silenciosas sobre o que faziam e como; e que argumentar pelo silêncio neste caso traz o empecilho de forçar o historiador a assumir um peso à importância passada de algo com base em pontos de vista modernos.
Barrie J. Cook, o curador de moedas europeias do Museu Britânico, também citando o perigo, afirma que o silêncio pode ajudar a entender a propensão medieval de se utilizar do denier francês ao invés do angevino.